# Catada undilinea
Catada undilinea là một loài bướm đêm trong họ Erebidae.